# Élections régionales de 1949 en Vallée d'Aoste
Les premières élections régionales, au sein du Conseil de la Vallée se déroulèrent le 24 avril 1949.
La votation eut lieu selon un système électoral majoritaire, qui prévoyait l'assignation de 80 % des 35 sièges (soit 28 sièges) à la liste ayant obtenu le plus haut nombre de voix, et de 20 % des sièges (28) à la deuxième, avec l'exclusion automatiques de toutes les autres listes.

La possibilité du panachage, c'est-à-dire le fait de pouvoir voter des candidats de listes opposées, était également prévue.

## Résultats
| Parti                                                     | Voix   | %      | Sièges |
| --------------------------------------------------------- | ------ | ------ | ------ |
| Union valdôtaine (UV) - Démocratie chrétienne (DC)        | 17 118 | 43,58  | 28     |
| Bloc socialiste progressif « Vallée d’Aoste » (PCI - PSI) | 13 034 | 33,18  | 7      |
| Regroupement régional « Vallée d’Aoste »                  | 6 533  | 16,63  | 0      |
| Gruppo Democratico Italiano (Groupe démocratique italien) | 2 598  | 6,61   | 0      |
| Total                                                     | 39 283 | 100,00 | 35     |